# Wiegendood
Wiegendood is een algemene term voor kindersterfte in de wieg. Het is geen oorzaak van overlijden, maar een benaming voor gevallen waarbij de doodsoorzaak van een baby, ook na uitgebreid onderzoek, niet aangetoond kan worden. De Nederlandse Vereniging voor Kindergeneeskunde gebruikt de Engelse term SIDS, sudden infant death syndrome, voor wiegendood.

## Sudden infant death syndrome
Sudden infant death syndrome is letterlijk vertaald "syndroom van het plotselinge overlijden van een zuigeling". Men spreekt over syndroom omdat het niet gaat over een oorzaak, maar wel om een duidelijk kenmerk, namelijk het plotselinge overlijden van een ogenschijnlijk gezonde baby tussen drie weken en een jaar. Per definitie valt het overlijden van een ziek kind of een kind met ernstige congenitale afwijkingen zoals MCAD niet onder de term SIDS. Ook bij een kind jonger dan drie weken of ouder dan een jaar wordt niet over SIDS gesproken.

## Mogelijke oorzaken
De oorzaak van het plotselinge overlijden is bij wiegendood per definitie onbekend. Wetenschappers vermoeden wel dat het om een nog onvoldoende ontwikkelde functie van het ademhalingscentrum in de hersenen zou kunnen gaan. Wanneer een baby dus onvoldoende ademt of eventjes stopt met ademen, worden de hersenen niet geactiveerd door het zuurstoftekort (hypoxie) of het teveel aan koolstofdioxide in het bloed (hypercapnie). Als deze hersenfunctie wel voldoende ontwikkeld zou zijn, krijgt de baby een ademhalingsprikkel waardoor hij opnieuw of sneller gaat ademhalen. Waarschijnlijk is er sprake van een stoornis in het serotinerge deel van de herstenstam. Als de baby op zijn buik ligt, krijgt hij geen prikkel meer tot omdraaien naar de rug en diep adem te halen en zal hij stikken. Er bestaan overigens evenveel theorieën als onderzoekers en het is zeer onwaarschijnlijk dat er een enkelvoudige oorzaak bestaat in alle gevallen.

## Frequentie van wiegendood/SIDS

### België
In België wordt 33% van alle zuigelingensterftes geklasseerd als wiegendood. Het zou dus gaan om 1,5 tot 2,5 sterfgevallen van schijnbaar gezonde baby's per 1000 levend geboren kinderen. Het gaat in België jaarlijks om zo'n 200 tot 225 gevallen. Bij autopsies wordt echter bij 30% tot 50% van deze baby's wel een aannemelijke doodsoorzaak vastgesteld, waardoor per definitie niet meer gesproken wordt over SIDS. Het eigenlijke aantal ligt dus vermoedelijk veel lager dan officieel gerapporteerd: tussen 100 en 150. Sinds 1 juli 2007 is de wet van toepassing die de autopsie regelt als een standaardprocedure na een onverwacht en medisch onverklaard overlijden van een kind van minder dan achttien maanden. De ouders kunnen de autopsie echter weigeren. Volgens een schatting van de Antwerpse wetsdokter Werner Jacobs worden daardoor in Vlaanderen jaarlijks nog tien tot vijftien babymoorden geklasseerd als wiegendood.

### Nederland
In 2022 zijn er 13 baby's overleden die vallen onder de categorie wiegendood/SIDS. In 2021 waren dat 6 baby’s, in 2020 waren dat er 11 en in 2019 zijn er 13 geregistreerd.
In 2012 werden 13 baby's geregistreerd in de doodsoorzakencategorie SIDS/wiegendood. In 2011 waren het er 15. In 2010 waren het er 17, in 2009 19, in 2008 18 en in 2007 14.
In 2000 waren er 24 baby’s die geregistreerd staan zijnde overleden aan wiegendood. In 1990 waren dat er nog 112 en in 1980 zijn er 168 geregistreerd.
In de afgelopen jaren hebben verschillende diagnostische verschuivingen plaatsgevonden, waarbij kinderen die eerder onder wiegendood/SIDS werden gecodeerd, nu mogelijk onder de bredere definitie SUDI (Sudden Unexpected Death in Infancy) worden gecodeerd. 
Deze verschillen in codering zien we ook in andere landen. Daarom is het beter om te kijken naar de bredere categorie SUDI, waar het wiegendood/SIDS aantal, onderdeel van is. 
In 2021 zijn 27 baby’s overleden die onder de bredere definitie SUDI vallen. In 2020 was dat aantal 28 en in 2019 was dat 31. Dit aantal blijft dus stabiel de laatste jaren.

## Preventie
Het aantal kinderen dat stierf ten gevolge van wiegendood of SIDS is drastisch gedaald na voorlichtingscampagnes over te nemen preventieve maatregelen. De volgende zouden de kans op wiegendood/SIDS verminderen:
- de baby in rugligging laten slapen;
- niet (mee)roken tijdens de zwangerschap;
- niet roken in de omgeving van de baby;
- de temperatuur van de slaapkamer van de baby rond de 18 °C houden (niet hoger);
- de leefomgeving van de baby goed ventileren;
- niet te veel dekens op het kind leggen (minder druk op het lichaam);
- de eerste twee jaar geen dekbed gebruiken;
- het bed zodanig opdekken, dat de baby niet met zijn gezicht onder de deken kan komen;
- niet vastleggen in bed;
- niet te warm aankleden;
- zorgen voor rust en regelmaat voor de baby;
- de baby zeker zes maanden in de slaapkamer van de ouders laten slapen, zodat hij de ouders kan horen;
- zo mogelijk borstvoeding geven, bij borstvoeding geen medicamenten gebruiken met een slaapverwekkende (bij)werking;
- flanellen lakens en ander mogelijk pluizend beddengoed voor het eerste gebruik wassen.

In Nederland is de naam van kinderarts prof. G.A. de Jonge verbonden met een aantal aanbevelingen ter voorkoming van wiegendood. Hij trad, op grond van zijn bevindingen over statistische samenhang bij door hem bekeken gevallen van wiegendood, in oktober 1987 in de publiciteit met aanbevelingen waarvan de beroepsgroep tot op dat moment vrij algemeen vond dat de zin ervan nog niet voldoende aangetoond was. De praktijk gaf hem echter gelijk: in de jaren onmiddellijk daarna, waarin de aanwijzingen over met name het op de rug laten slapen vrijwel algemeen in Nederland werden ingevoerd, daalde het aantal gevallen van wiegendood met tientallen procenten.
Een slapende baby op afstand controleren kan door monitorapparatuur te gebruiken, bijvoorbeeld een sensormatje. Volgens de Consumentenbond is echter nooit aangetoond dat het gebruik ervan wiegendood kan voorkomen en kent het nadelen voor baby en ouders.

## Verhoogd risico op SIDS
Er zijn enkele aanwijzingen om een verhoogd risico voor SIDS te vermoeden. Zo komt SIDS vaker voor bij baby's uit een gezin waar reeds een SIDS is voorgevallen, of wanneer de baby of een ander kind uit het gezin reeds een ALTE (apparent life threatening event, letterlijk een "ogenschijnlijk levensbedreigende gebeurtenis") heeft doorgemaakt. Men spreekt van een ALTE als zich bij een gezond kind van tussen de nul en de twee jaar oud plotseling en onverwacht een gebeurtenis voordoet die door de ouders als levensbedreigend wordt ervaren, zoals bleek en slap worden of blauw aanlopen.

## Opsporing
Bij een verhoogd risico op SIDS wordt het kind getest aan de hand van een polysomnografie (slaaponderzoek), waarbij men nagaat of het kind tijdens het slapen inderdaad episoden van ademhalingsstilstand heeft met daling van de zuurstofverzadiging in het bloed.
Indien dit het geval is, zal het kind voortaan aan een respiratoire of cardiorespiratoire thuismonitor gekoppeld worden tijdens het slapen. Dit is een toestel dat respectievelijk de ademhaling of zowel hartritme als ademhaling controleert tijdens het slapen. Indien deze onvoldoende zijn, gaat er een alarm af, waardoor de baby wakker wordt en spontaan weer ademt, of waardoor de ouders gewekt worden, die dan op hun beurt het kind tijdig kunnen wekken.
Deze alarmapparaten zijn erg gevoelig en gaan vaak onnodig af, waardoor het gezin met extra stress belast wordt.
De polysomnografie wordt enkel gebruikt om op te sporen of een baby het risico loopt SIDS te krijgen. Het is echter geen goed middel om te screenen. Het geeft te veel vals-positieven en vals-negatieven, wat betekent dat als alle baby's op deze manier gecontroleerd worden, er veel baby's onterecht als risicobaby's worden beschouwd (met als gevolg veel onnodige stress voor het gezin), maar ook dat er veel risicobaby's in de test geen risico lijken te lopen en mensen onterecht gerustgesteld worden.
De polysomnografie is daarmee geen goed middel om alle baby's te controleren op hun kans op SIDS. Zelfs de voorspellende waarde bij kinderen waarbij al wel een voorval is geweest, is uitermate gering.